# Duncan Charters

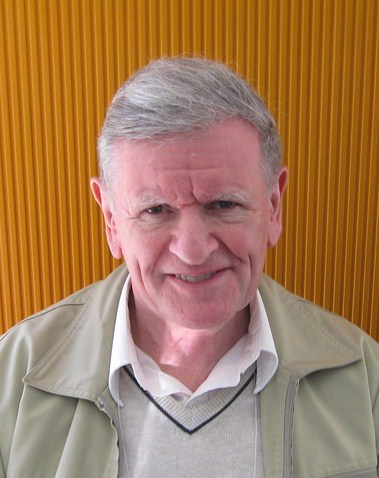
Duncan Charters, 2011

Duncan Charters (* 2. Mai 1948 in Großbritannien) ist ein US-amerikanischer Universitätsprofessor und Esperantist. Seit Juli 2019 ist er Präsident des Esperanto-Weltbunds (UEA).

## Leben
Nach dem Diplomerwerb an der University of Cambridge folgte die Promotion an der Indiana State University. Seit 1974 ist Charters Professor für fremde Sprachen am Principia College in Elsah, Jersey County. Außerdem hält er linguistische Vorlesungen an der Humboldt State University in Arcata und reguläre und sommerspezifische Programme an vielen anderen Kollegien und Hochschulen ab. Charters war Lehrplankontrolleur und -berater sowie Fachmann für Schulen und Lehrinstitutionen in den  Staaten Kalifornien und Illinois. Im Jahre 1993 unterrichtete er in der Schweiz als Leiter des Internationalen Seminars zur Vorbereitung von Sprachlehrern. In Spanien half er bei der Vorbereitung des Esperanto-Weltkongresses in Valencia 1993 betreffend den Themenbereich Unterricht im 21. Jahrhundert. Charters nahm als Sondergast an der Internationalen Lehrerkonferenz teil für den Bereich der Vermittlung von Kultur(en). Er hielt auch eine internationale Sommervorlesungsreihe über spanischsprachige Kultur und Literatur ab.
Charters ist mit ganzem Herzen auch Esperantolehrer und war Präsident des Internationalen Verbandes der Esperanto-Lehrer (ILEI). Zu Beginn des Jahres 2016 wurde er Mitglied der Akademio de Esperanto für eine Periode von neun Jahren. Charters ist neben seiner Beschäftigung mit spanischsprachiger Kultur und Literatur Sprachpraktiker mit Schwerpunkt auf Entwicklung von Sprachkompetenz und Verwendung modernster Technik in zeitgemäßer Sprachpädagogik.
Für jahrzehntelange Unterstützung wurde er lebenslanges Ehrenmitglied in der Modern Language Association of America. Charters ist Mitglied u. a. in folgenden Vereinen: Midwest Modern Language Association, American Council on The Teaching of Foreign Languages, American Association of Teachers of Spanish and Portuguese sowie ehemaliger Vorsitzender sowohl bei International League of Esperanto Teachers and U.S. affiliate als auch bei Foreign Language Teachers Association of Greater St. Louis.

### Charters und Esperanto
Charters lernte Esperanto in seiner Mittelschulzeit in Croydon bei Abendkursen von Edward Ockey. Außerdem wurde er Mitglied beim Croydon Young Esperantists Club, gegründet von Leslie Hartridge. Esperantounterricht gab er noch als Student der Romanistik (französische und spanische Philologie) in Cambridge, wobei er in der UK-Jugendesperantoorganisation Junularo Esperantista Brita mitmachte und auch Redakteur von deren Organ Kial Ne? war. Darüber hinaus war es ihm vergönnt, direkt von Andreo Cseh unterrichtet und bei ihm als Lehrer der direkten Sprachvermittlungsmethode diplomiert zu werden. Auch in den USA gab Charters anfangs ca. 90 Studenten auf einmal Esperantounterricht. Im Jahre 1968 war er bei der kanadischen Brock University Lehrer in den Sommerkursen, die Kajmo Brent organisierte. Dort hielt Charters seinen ersten Kurs für angehende Esperantolehrer ab. Ein Jahr später bot Charters in den USA einen dreiwöchigen Sommerkurs für 29 Studenten auf drei verschiedenen Niveaustufen am Massachusetts College of Liberal Arts in North Adams (Massachusetts) an. 1970 konnte Cathy Schulze den ersten Sommerkurs an der San Francisco State University auf die Beine stellen, wo Charters als Hilfskraft unter William Auld fungierte. Unzählige Engagements in Esperanticis folgten. Neben Präsidentschaft und Vizepräsidentschaft für ILEI stand er auch der Internationalen Sprachprüfungskommission vor. Für das ILEI-Organ Internacia Pedagogia Revuo verfasste er nicht wenige Artikel.

## Schriften (Auswahl)
- Eritrea: Languages, Politics and Religion in an Historically Complex Conflict, Jahrestreffen des Verbandes der Esperantolehrer (ILEI), Ostende 2015.
- The Teaching and Learning of Esperanto, Interdisciplinary Description of Complex Systems, 13, no. 2 (2015): 288–298.
- Polyglot Conferences and Gatherings: Observing a New Phenomenon, Jezyk Komunikacja Informacja, Adam-Mickiewicz-Universität Posen, Band 10 (2015): S. 264–276.
- Why read literature written in Esperanto?, in: La arto labori kune / The art of working together, (Festschrift für Humphrey Tonkin), Rotterdam: UEA, 2010, S. 761–768.
- Presentation on the 2015 Millennial Goals of the United Nations and UNESCO, Third World Conference on the Teaching of Esperanto, Neuchâtel and La Chaux-de-Fonds, Schweiz, 2015.